# Dmitrij Baszkirow
Dmitrij Aleksandrowicz Baszkirow (ros. Дми́трий Алекса́ндрович Башки́ров, ur. 1 listopada 1931 w Tbilisi, zm. 7 marca 2021) – rosyjski pianista i pedagog. 

## Życiorys
Odbył studia pianistyczne w Moskiewskim Konserwatorium w klasie fortepianu Aleksandra Borisowicza Goldenweisera. W 1955 zdobył Grand Prix podczas Marguerite Long Competition w Paryżu. Ta wygrana zapoczątkowała jego międzynarodową karierę. Był profesorem w Escuela Superior de Musica Reina Sofia w Madrycie, regularnie koncertował i był jurorem wielkich konkurów muzycznych. W 1995, 1998, 2002 był jurorem Międzynarodowego Konkursu Pianistycznego im. Palomy O'Shea w Santander (Hiszpania).
Baszkirow koncertował z wieloma słynnymi orkiestrami, m.in. z Chicagowską Orkiestrą Symfoniczną, Cleveland Orchestra, San Francisco Symphony Orchestra, Royal Philharmonic Orchestra, Filharmonikami Wiedeńskimi, St. Petersburg Philharmonic Orchestra, Izraelską Orkiestrą Filharmoniczną, Orchestre de Paris i Gewandhaus z Lipska  pod dyrekcją takich sław jak sir John Barbirolli, Kurt Masur, Wolfgang Sawallisch, George Szell, Igor Markevitch, Jewgienij Swietłanow, Kurt Sanderling, Zubin Mehta, Carlo Zecchi, Giennadij Rożdiestwienski czy Daniel Barenboim.
Poza działalnością pianistyczną Baszkirow prowadził także aktywną działalność pedagogiczną. Był profesorem Moskiewskiego Konserwatorium Państwowego im. Piotra Iljicza Czajkowskiego oraz profesorem tytularnym Escuela Superior de Música Reina Sofía w Madrycie.